# Lawotschkin La-250
Die Lawotschkin La-250  (russisch Лавочкин Ла-250) war ein sowjetischer Versuchs-Abfangjäger, der den Beinamen „Anakonda“ (Анаконда) erhielt. Sie war der Schlusspunkt in der Reihe der von Semjon Lawotschkin nach dem Zweiten Weltkrieg entwickelten Experimental-Strahlflugzeuge, da sich der Schwerpunkt des Konstruktionsbüros nach Lawotschkins Tod im Jahr 1960 zu unbemannten Flugkörpern hin verlagerte.

## Geschichte
Die ersten Konstruktionsarbeiten begannen 1953 und liefen zunächst parallel zur La-200B. Es war vorgesehen, die La-250 als allwettertauglichen schweren Jäger mit reiner Raketenbewaffnung für den Überschallbereich einzusetzen. Der erste Entwurf wurde im April 1954 vollendet und im September vom Ministerium für Luftfahrtindustrie bestätigt. Nachfolgende Untersuchungen zogen noch einige Änderungen wie die Verwendung eines Deltaflügels nach sich. Da die vorgesehenen Triebwerke Klimow WK-9 mit 117,7 kN Nachbrennerleistung nicht verfügbar waren, musste auf leistungsschwächere Ljulka AL-7 ausgewichen werden. Weitere Verzögerungen wurden durch das K-15U-Radargerät verursacht, das durch ein K-15M ausgetauscht wurde.
Am 16. Juni 1956 führte der erste Prototyp La-250A den Rollout und einen Monat später auf den Tag genau am 16. Juli den Erstflug mit Andrei G. Kotschetkow durch. Es entstanden insgesamt vier „Anakondas“, die von 1956 bis 1959 einer umfangreichen Erprobung unterzogen wurden. Die erste La-250A verunglückte 1957 bei einem durch die zu träge reagierende Hydrauliksteuerung verursachten Startunfall. Ein zweites als La-250A-II bezeichnetes Flugzeug mit verlängerten Lufteinlässen wurde am 18. Juni 1957 vollendet. Nach einem Unfall dieser Maschine am 26. November des Jahres, der auf unzureichende Sichtbedingungen am Flugplatz Ramenskoje zurückzuführen war, wurde der Bug bei der dritten Maschine um 6° nach unten gezogen und verbesserte Klappen mit auf 15° begrenzten Ausschlag eingebaut. Die Flugerprobung begann am 31. Juli 1958 mit M. L. Petruschkow, doch bereits am 8. September wurde die La-250A beschädigt, als eine Strebe des Hauptfahrwerks wegknickte. Das Flugzeug wurde wieder instand gesetzt und führte bis zum Mai 1959 noch 16 Flüge durch. Ein vierter Prototyp begann im gleichen Monat mit der Rollerprobung, doch mittlerweile war das Interesse der Luftstreitkräfte an dem Flugzeug aufgrund des stark überdehnten Zeitrahmens stark gesunken. Zwar entstand noch ein fünftes Flugzeug ohne Triebwerke, das in Wladimirowka für Bodentests des modernisierten Radars K-15M verwendet wurde, doch da mit der Jak-28P und der Tu-128 inzwischen leistungsstärkere Typen zur Verfügung standen, wurden schließlich im Juli 1959 alle Versuche beendet. Die Konstruktion einer Weiterentwicklung wurde nach Lawotschkins Tod abgebrochen.
Den Spitznamen „Anakonda“ erhielt das Flugzeug während der Erprobung – er bezog sich sowohl auf die langgestreckte Rumpfform als auch auf die vergleichsweise kritischen Flugeigenschaften der Maschine. Eine La-250 kann im Zentralen Museum der Luftstreitkräfte der Russischen Föderation besichtigt werden.

## Technische Beschreibung
Bei der La-250 handelt es sich um einen freitragenden Mitteldecker in Ganzmetall-Halbschalenbauweise mit Deltaflügeln. Die Lufteinläufe für die beiden Strahltriebwerke sind beidseitig am langen, schmalen Rumpf in Höhe der Pilotenkabine angebracht. Die Maschine hat ein freitragendes Leitwerk mit einer relativ großen Seitenflosse. Das Höhenleitwerk wurde als Pendelruder ausgelegt. Das Hauptfahrwerk mit Zwillingsrädern in konventioneller Anordnung wurde vollständig in den Rumpf eingefahren, dies war der Grund für die sehr geringe Spurbreite des Flugzeugs. Unter dem Rumpf kann ein abwerfbarer Zusatztank montiert werden.

## Technische Daten

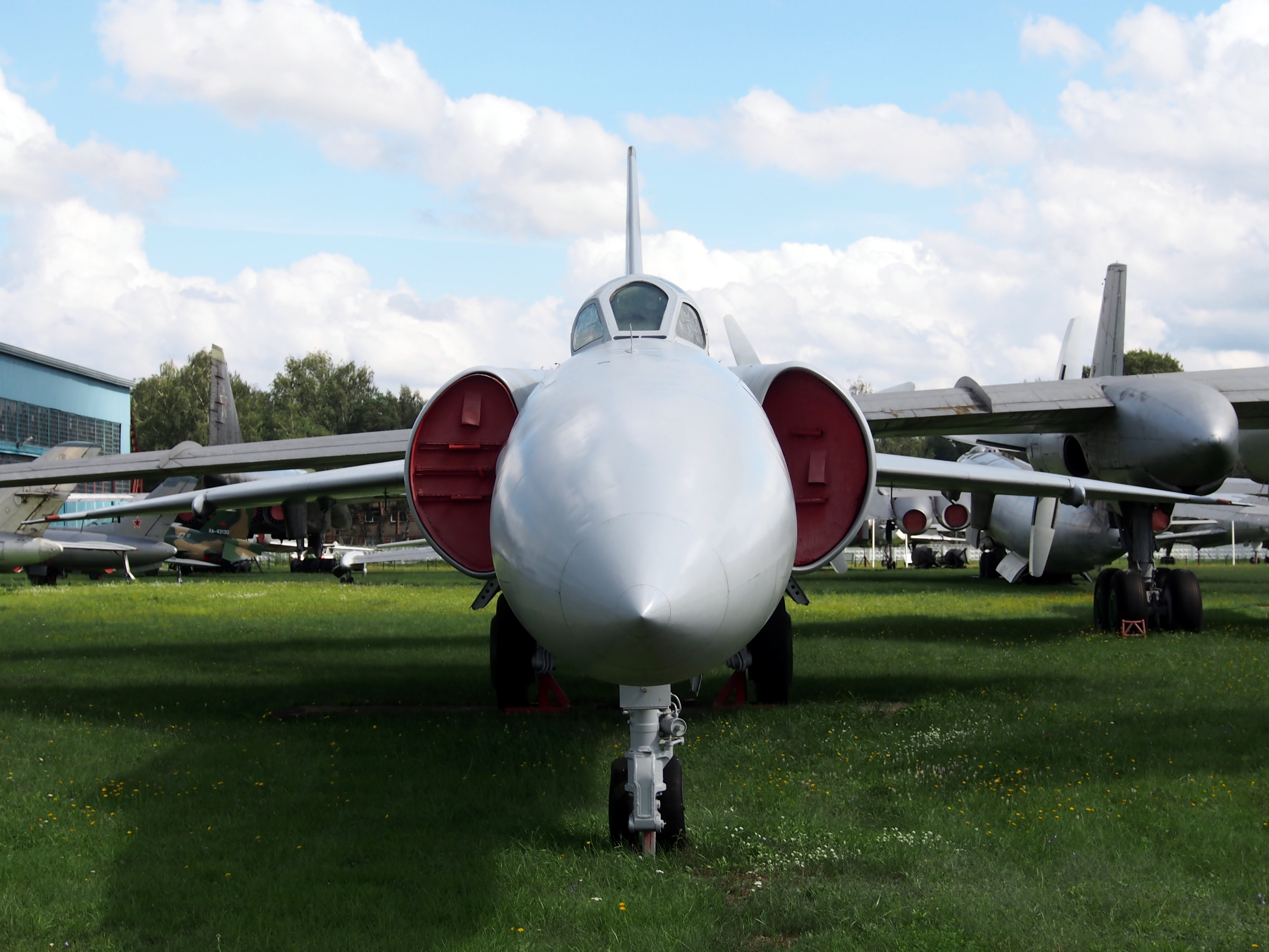
La-250, Bugansicht

Dreiseitenriss

| Kenngröße             | Daten                                         |
| --------------------- | --------------------------------------------- |
| Konzeption            | Abfangjagdflugzeug                            |
| Konstrukteur          | Semjon Lawotschkin                            |
| Besatzung             | 2                                             |
| Länge                 | 25,60 m                                       |
| Flügelspannweite      | 13,90 m                                       |
| Flügelfläche          | 80,0 m²                                       |
| Flügelstreckung       | 2,4                                           |
| Leermasse             | etwa 15.000 kg                                |
| Startmasse            | normal 25.000 kg maximal 30.000 kg            |
| Triebwerke            | zwei Ljulka AL-7F                             |
| Leistung              | je 5.900 kp je 6.500 kp Schub mit Nachbrenner |
| Höchstgeschwindigkeit | 2.000 km/h in 5.000 m Höhe mit Nachbrenner    |
| Dienstgipfelhöhe      | 18.000 m                                      |
| Reichweite            | maximal 2.000 km                              |
| Bewaffnung            | zwei Luft-Luft-Lenkwaffen                     |